# بيتر توم
بيتر توم (بالإنجليزية: Peter Tom)‏ هو لاعب اتحاد الرغبي بريطاني، ولد في 1940 في كورنوال في المملكة المتحدة.